# حاکم شوآن چین
حاکم شوآن از چین (به چینی: 秦宣公؛ مرگ ۶۶۴ پ. م)؛ فرمانروای ایالت چین در دودمان ژو از ۶۷۵ پ. م تا ۶۶۴ پ. م بود. ایالت چین در آینده همه کشور چین را یکپارچه ساخت و تبدیل به دودمان چین شد. نام اجدادی او یینگ (嬴) و حاکم شوآن نام پسامرگ او بود.
حاکم شوآن بزرگ‌ترین پسر از سه پسر پدرش حاکم ده چین بود و زمانی که حاکم ده در سال ۶۷۶ پ. م در سن ۳۴ سالگی درگذشت، جانشین پدرش به عنوان فرمانروای چین شد. او ۱۲ سال سلطنت کرد و در سال ۶۶۴ پ. م درگذشت. با وجود اینکه حاکم شوآن نه پسر داشت، او تاج و تخت را به برادر کوچکترش حاکم چنگ چین سپرد، که او نیز تاج و تخت را به برادر سوم حاکم مو چین واگذار کرد.